# Accords d'Oslo

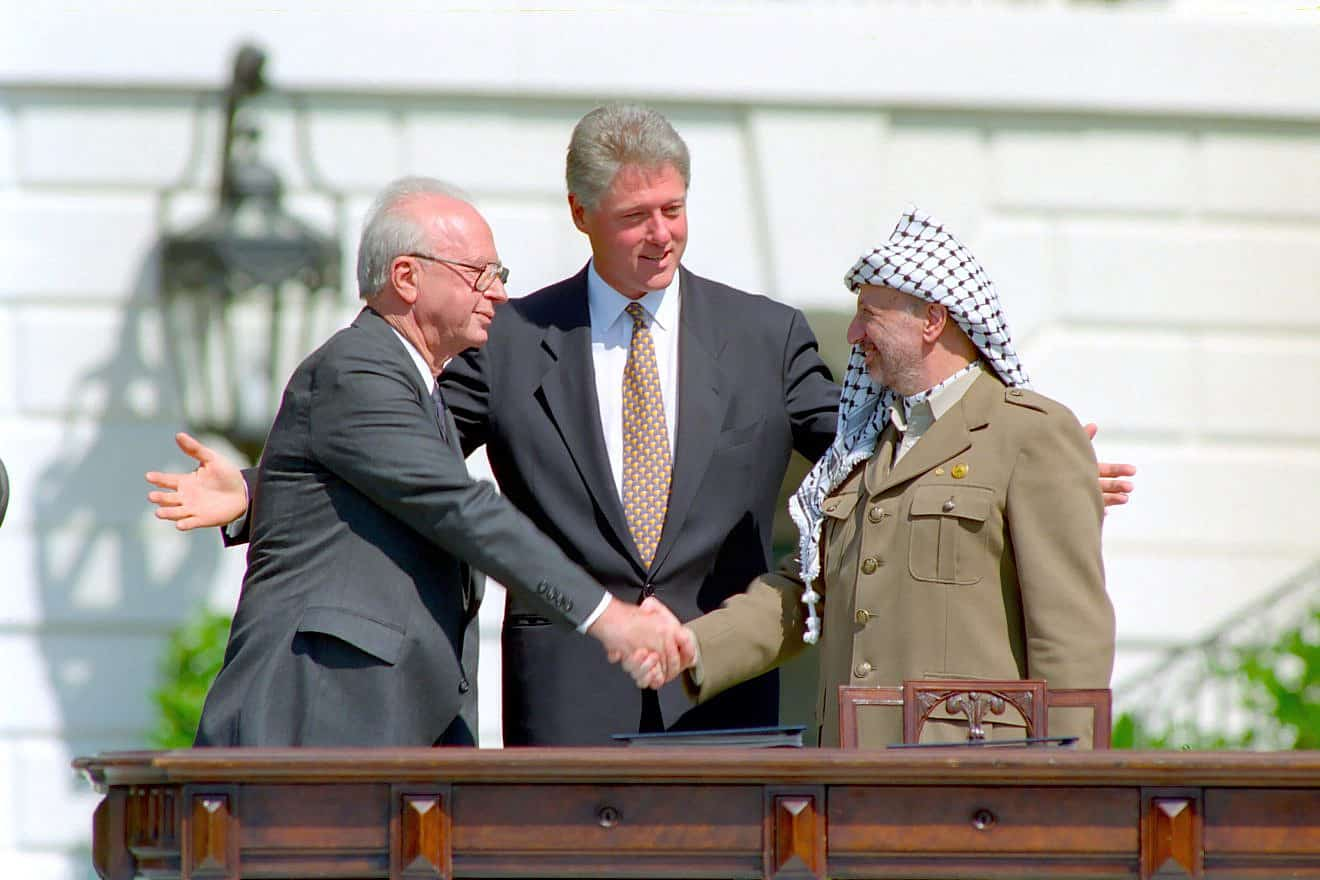
Poignée de main historique lors de la signature des accords d'Oslo sur la pelouse de la Maison-Blanche, le 13 septembre 1993 : encouragé par Bill Clinton, Yasser Arafat tend la main vers Yitzhak Rabin, qui la saisit après une brève hésitation. Pour renforcer la symbolique, la table où furent signés les accords d'Oslo est la même où furent signés les accords de Camp David 15 ans plus tôt,.

Les accords d'Oslo sont le résultat d'un ensemble de discussions menées en secret entre des négociateurs israéliens et palestiniens à Oslo en Norvège, pour poser les premiers jalons d'une résolution du conflit israélo-palestinien. La Déclaration de principes, signée à Washington le 13 septembre 1993 par Yitzhak Rabin, Premier ministre israélien, Yasser Arafat, président du comité exécutif de l'OLP, et Bill Clinton, président des États-Unis, instaure un mode de négociations pour régler le problème et pose une base pour une autonomie palestinienne temporaire de 5 ans pour progresser vers la paix. Les deux parties se donnent pour objectif « notamment d'établir une autorité intérimaire autonome, le Conseil élu (le « Conseil »), pour les Palestiniens de Cisjordanie et de la bande de Gaza, pour une période transitoire n'excédant pas cinq ans, en vue d'un règlement permanent fondé sur les résolutions 242 (1967) et 338 (1973) du Conseil de sécurité ».
La vive poignée de main entre Yasser Arafat et Yitzhak Rabin derrière la Maison-Blanche et devant le président Bill Clinton à la suite de la signature des accords de Washington fait renaître l'espoir de l'établissement d'une paix durable entre l’État d’Israël et l’Organisation de libération de la Palestine (OLP).
Le processus d'Oslo se concrétise le 4 mai 1994, avec l'accord Gaza-Jéricho qui investit la nouvelle Autorité nationale palestinienne de pouvoirs limités. L'accord intérimaire sur la Cisjordanie et la bande de Gaza ou « Accord de Taba », qui est signé à Washington le 28 septembre 1995, prévoit en outre les premières élections du Conseil législatif palestinien et un découpage négocié des territoires palestiniens en trois zones où les contrôles israélien et palestinien s'appliquent de façon différente, dans l'attente de l'aboutissement des négociations toujours en cours.
Cette tentative de processus de paix israélo-palestinien, largement soutenue par la communauté internationale, sera mise en difficulté à la suite de l'assassinat de Yitzhak Rabin en 1995 par un étudiant israélien d'extrême droite. Les positions de part et d'autre se durcissent alors entre 1996 et 1999 lorsque seront abordés les thèmes cruciaux du statut de Jérusalem, du problème des réfugiés palestiniens et de la lutte contre le terrorisme. Les positions les plus extrêmes s'expriment dans les années qui suivent lors de la multiplication des attentats menés par les mouvements palestiniens Hamas et Jihad islamique. Le processus d'Oslo ne pourra plus être relancé après 2000, au déclenchement de la seconde Intifada.
Les négociations en vue des accords d'Oslo sont menées en parallèle de celles publiques consécutives à la conférence de Madrid de 1991.

## Contexte historique
La violence de la première intifada, (appelée également guerre des pierres), est un soulèvement général et spontané de la population palestinienne contre l'occupation israélienne qui a débuté le 9 décembre 1987. Les revendications palestiniennes apparaissent sur le devant de la scène internationale mais la résolution du conflit reste dans une impasse.
D'autre part, la guerre du Golfe prend fin en 1991 et les États-Unis envisagent alors l'ouverture de négociations multilatérales pour régler l'ensemble des problèmes du Proche-Orient et du Moyen-Orient. George Bush demande à son Secrétaire d'État, James Baker, d'ouvrir ces négociations. Elles se déroulent à Madrid et à Washington mais piétinent.
En 1992, l'OLP de Yasser Arafat est alors en crise : après son expulsion du Liban en 1982, l'organisation palestinienne proclame l'indépendance de l'État de Palestine en 1988 tout en se lançant dans une initiative de reconnaissance unilatérale de l'existence de l'État d'Israël. Constatant l’érosion de l’influence de son organisation dans les Territoires occupés, soumis à un embargo financier de la part des pétromonarchies du Golfe, le chef de l’OLP Yasser Arafat adopte le « plan Léopard » avec lequel il accepte des concessions de taille à Israël, notamment l'éclatement du territoire palestinien qui deviendrait ainsi une sorte de « peau de léopard », d'où le nom du plan. L'établissement d'un canal secret entre Israéliens et Palestiniens prend corps.

## Négociations
En janvier 1992, Ahmed Qoreï, chef du département économique de l'OLP, avance l'idée de rencontres informelles lors d'une visite à Oslo. Il sollicite le diplomate norvégien Terje Roed-Larsen pour coordonner ces rencontres. Le processus s'accélère quand le gouvernement Shamir issu du Likoud perd les élections législatives israéliennes et qu'Yitzhak Rabin, du Parti travailliste, devient Premier ministre : le canal se met en place entre le vice-ministre israélien des Affaires étrangères Yossi Beilin et ses proches, deux professeurs d'université Ron Pundak, Yair Hirschfeld (en), avec quelques intimes de Yasser Arafat, adeptes d'une politique pragmatique : Mahmoud Abbas, Ahmed Qoreï, Yasser Abed Rabbo. Ainsi, parallèlement aux discussions multilatérales officielles, prévues par la Conférence de Madrid, se mettent en place des rencontres secrètes bilatérales par l'entremise de la Norvège, entre Pundak et Hirschfeld d'un côté, Ahmed Qoreï de l'autre.
Ces discussions secrètes aboutissent à l'accord sur les régions de Jéricho et de Gaza. Les États-Unis rattrapent le mouvement en organisant la signature du traité.

## Grandes lignes du plan de paix
Les objectifs déclarés des Accords d'Oslo sont notamment l'autorité palestinienne d'autogouvernement intérimaire (non l'Autorité palestinienne, mais le Conseil législatif palestinien), et le règlement permanent des questions non résolues dans un délai de cinq ans, sur la base des résolutions 242 et 338 du Conseil de sécurité de l'ONU. Bien que les accords reconnaissent les « droits légitimes et politiques » palestiniens, ils gardent le silence sur leur sort après la période intérimaire. Les Accords d'Oslo ne définissent pas la nature de l'autonomie palestinienne de l'après-Oslo, ni ses pouvoirs et responsabilités. Ils ne définissent pas non plus les frontières du territoire qu'elle finirait par régir.

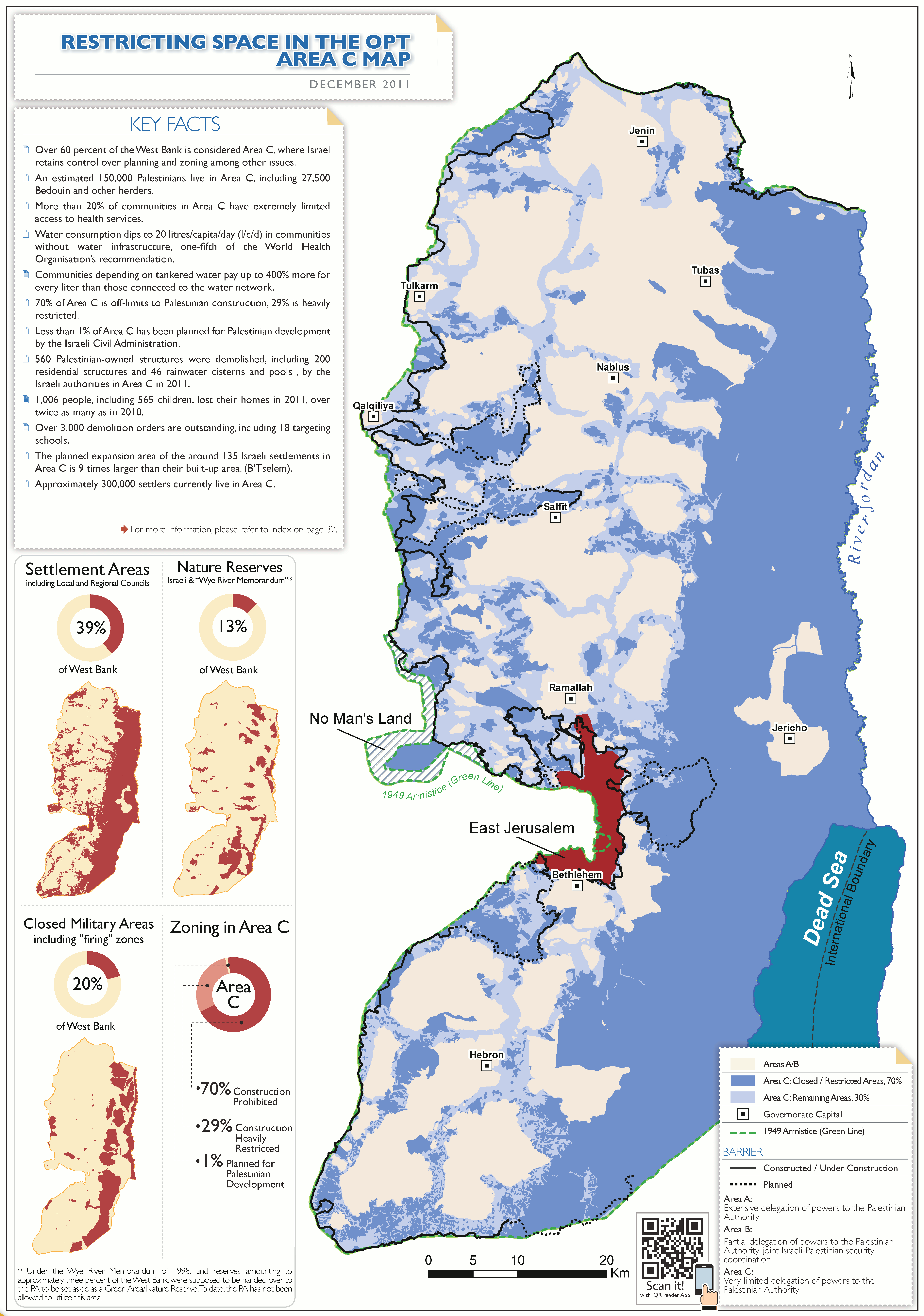
Les zones A et B (délégation entière ou partielle des pouvoirs à l'Autorité palestinienne) sont en gris. La Zone C, contrôlée par Israël, est en bleu : bleu foncé pour les parties de cette zone fermées aux Palestiniens ou d'un accès restreint (70% de la zone C en 2011) ; bleu clair pour les autres parties (30% en 2011). En rouge, Jérusalem-Est.

L'une des principales questions des Accords d'Oslo est le retrait de l'armée israélienne des Territoires palestiniens occupés. Il s'agissait d'un retrait par étapes et d'un transfert simultané des responsabilités aux autorités palestiniennes pour le maintien de la sécurité. Oslo II, article X.2, se lit comme suit :
Les nouveaux redéploiements des forces militaires israéliennes vers des sites militaires spécifiés commenceront après l'inauguration du Conseil et seront progressivement mis en œuvre à la mesure de la prise en charge de l'ordre public et de la sécurité intérieure par la police palestinienne...
Et l'article XI.2.e :
Au cours des nouvelles phases de redéploiement, qui seront achevées dans les 18 mois suivant la date de l'investiture du Conseil, les pouvoirs et les responsabilités en matière de territoire seront progressivement transférés à la juridiction palestinienne qui couvrira le territoire de la Cisjordanie et de la bande de Gaza, à l'exception des questions qui seront négociées dans le cadre des négociations sur le statut permanent.
La première phase a porté sur le retrait des zones A et B. Les redéploiements à partir de la zone C se dérouleraient dans les phases suivantes. L'article XI.3 dispose ce qui suit :
On entend par "zone C" les zones de la Cisjordanie en dehors des zones A et B qui, à l'exception des questions qui seront négociées dans le cadre des négociations sur le statut permanent, seront progressivement transférées à la juridiction palestinienne conformément au présent Accord.
Les questions qui seront négociées, conformément à l'article XVII.1, sont :
« Jérusalem, les colonies de peuplement, les zones militaires déterminées, les réfugiés palestiniens, les frontières, les relations extérieures et les Israéliens ; et... les pouvoirs et les responsabilités qui ne sont pas transférés au Conseil ».
Ces questions étaient censées être réglées au cours de négociations à mener dans un délai de trois ans.

Du fait de l'exclusion de Jérusalem et des colonies de peuplement des zones à transférer aux Palestiniens, la présence israélienne, y compris l'armée pour protéger les colons, ne changerait pas sans un accord négocié. Les Accords préservent également le contrôle israélien exclusif des frontières, de l'espace aérien et des eaux territoriales de Gaza. Oslo II, article XII :
Afin de garantir l'ordre public et la sécurité intérieure des Palestiniens de Cisjordanie et de la bande de Gaza, le Conseil mettra en place une force de police solide conformément à l'article XIV ci-après. Israël continuera d'assumer la responsabilité de la défense contre les menaces extérieures, y compris la responsabilité de protéger les frontières égyptiennes et jordaniennes, et de la défense contre les menaces extérieures de la mer et de l'air, ainsi que la responsabilité de la sécurité générale des Israéliens et des colonies de peuplement, dans le but de préserver leur sécurité intérieure et leur ordre public, et aura tous les pouvoirs nécessaires pour prendre les mesures nécessaires pour s'acquitter de cette responsabilité.
La première étape a été le retrait partiel israélien de Gaza et de Jéricho et le transfert de certains pouvoirs et responsabilités en matière civile à l'Autorité palestinienne intérimaire.
Ensuite, les troupes israéliennes se retirent des zones peuplées palestiniennes pour ouvrir la voie à des élections palestiniennes. Le Conseil remplacerait l'Autorité palestinienne et l'Administration civile israélienne en Cisjordanie serait dissoute (Oslo II, article I). D'autres redéploiements de troupes israéliennes feraient suite à l'inauguration du Conseil, comme indiqué dans l'annexe I du Protocole, à l'annexe I de l'Accord. L'article I, 5. d'Oslo II se lit comme suit : 
« Après l'investiture du Conseil, l'Administration civile en Cisjordanie sera dissoute et le Gouvernement militaire israélien retirera... ».
20 ans plus tard, cependant, le retrait des troupes israéliennes n'a pas eu lieu, et l'Administration civile a toujours une présence militaire permanente dans plus de 80 % de la Cisjordanie (zones B et C).
Les négociations sur le statut permanent des questions en suspens commenceraient au plus tard en mai 1996 (deux ans après la signature de l'accord Gaza-Jéricho ; Oslo I, article V) et seraient conclues avant mai 1999 (fine de cinq ans d'intervalle). Un traité de paix mettrait fin au conflit israélo-palestinien.

## Termes de l'accord
Le 9 septembre 1993, la direction de l'OLP sous Yasser Arafat, accepte le droit d'Israël à une existence en paix et sécurité ; en contrepartie, le gouvernement israélien, sous Yitzhak Rabin, reconnaît l'Organisation de libération de la Palestine comme représentante légitime du peuple palestinien. Cette reconnaissance mutuelle est suivie le 13 septembre 1993 par la déclaration de principes israélo-palestinienne.
Cet accord entre en vigueur le 13 octobre 1993, soit un mois après la signature. Il est composé de trois éléments :
1. une déclaration générale de principes[15], qui "reconnaît leurs droits politiques mutuels et légitimes" et établit "un cadre pour la période intérimaire" en vue de l'autogouvernement (self-government) des deux régions de la bande de Gaza et de Jéricho (puis étendu à d'autres villes de Cisjordanie) ;
2. quatre annexes ;
3. des minutes explicatives.

L'auto-gouvernement sur ces deux régions (bande de Gaza, Jéricho en Cisjordanie) se fera par le biais d'une autorité intérimaire palestinienne et d'un Conseil législatif palestinien élu (avant le 13 juillet 1994), ce pour 5 ans.
Au 13 décembre au plus tard, un comité israélo-palestinien se réunira pour déterminer les conditions et les dates de redéploiement des troupes israéliennes dans ces deux régions. C'est en avril 1994 au plus tard, que ce redéploiement devra être opéré.
Il est également prévu une coopération israélo-palestinienne dans les domaines économiques, surtout la création d'une commission bipartite pour la gestion et le partage de l'eau.

## Polémiques sur les causes de l'échec des Accords
Dès la signature des accords d'Oslo, leur application subit des retards importants. Les premières difficultés surgissent à propos de l'étendue que doit recouvrir la notion de région de Jéricho ou sur le contrôle de la bande de Gaza. La droite nationaliste israélienne cherche à torpiller les accords[réf. souhaitée]. Le massacre du Caveau des Patriarches à Hébron soulève le problème de la sécurité de la population palestinienne face à des colons israéliens armés. Par représailles, le Hamas organise plusieurs attentats-suicides en 1994 et 1995 (attentat-suicide contre un bus à Afoula (en), à Hadera, Tel-Aviv, Ramat-Gan, Jérusalem).
Des deux côtés, les architectes et signataires des Accords ont tenu des propos les remettant en cause. Yasser Arafat dès le 13 septembre 1993 – (jour de la signature de la Déclaration de principes à Washington entre Yitzhak Rabin, Premier ministre israélien, Bill Clinton, président des États-Unis, et Yasser Arafat, président de l’OLP, organisation de libération de la Palestine) – dans un discours préenregistré et diffusé par la télévision jordanienne, dit : « Les Palestiniens recevront tout territoire qu’Israël leur remettra, puis l’utiliseront comme tremplin pour procéder à d’autres gains territoriaux jusqu’à ce qu’ils obtiennent la « libération totale de la Palestine ». Cela peut sous-entendre la liquidation de l’État juif, tout comme un enregistrement disponible sur le site YouTube, daté du 10 mai 1994, dans lequel le président de l'Autorité palestinienne Yasser Arafat affirme, s'adressant à un groupe de fidèles dans une mosquée de Johannesburg : « le djihad continuera [...] Je vois cet accord comme n'étant pas plus que l'accord signé entre notre Prophète Muhammad et les Qurayshites à La Mecque,,,,,,,,,,,, faisant ainsi référence à un accord conclu, puis révoqué par Mahomet à la suite de la violation de cet accord en raison d'un différend entre les tribus bédouines de chaque camp[réf. souhaitée]. »
De son côté, le Premier Ministre israélien Yitzhak Rabin déclare le 5 octobre 1995, lors de son dernier discours devant les parlementaires israéliens à la Knesset : « la frontière de sécurité de l'État d'Israël sera située dans la vallée du Jourdain, dans le sens le plus large du terme », englobant ainsi les territoires palestiniens dont les Accords d'Oslo devaient établir la future autonomie.[non pertinent].
Dans les deux cas, l’ambiguïté des discours interroge la sincérité des dirigeants à vouloir faire la paix, mais tient aussi à l'hétérogénéité de leurs populations respectives qui n'adhèrent pas en bloc spontanément : les innovations des Accords font l'objet, pour une part, d'un rejet pur et simple, pour une autre, de l'inertie sociale inhérente à toute remise en question collective et nécessite donc un délai d’appropriation, et enfin, de la temporalité de la validité des Accords qui interviennent dans un processus de paix progressif et s'affirment eux-mêmes comme non encore aboutis et donc sujets à évolutions. Côté israélien, les plans Beilin et Olmert reprendront d'ailleurs le discours de Rabin non pas comme une remise en question des accords, mais comme une position de départ dans une négociation ultérieure.
Dans une entrevue de 2001, ne sachant pas que les caméras tournaient, Benyamin Netanyahou s'est vanté d'avoir fait échouer les accords d'Oslo au moyen de fausses déclarations et d'ambiguïtés. Il a déclaré : « J’interpréterai les accords de telle manière qu’il sera possible de mettre fin à cet emballement pour les lignes d’armistice de 67. Comment nous l’avons fait ? Personne n’avait défini précisément ce qu’étaient les zones militaires. Les zones militaires, j’ai dit, sont des zones de sécurité ; ainsi, pour ma part, la vallée du Jourdain est une zone militaire. »,[non pertinent] (Netanyahu n'est pas un architecte des accords d'Oslo, qui sont ses prédécesseurs Peres et Rabin. Son accession au pouvoir est très postérieure aux déclarations d'Arafat, dont certains pensent que sa possible insincérité en serait une des conséquences).